# SkyTeam

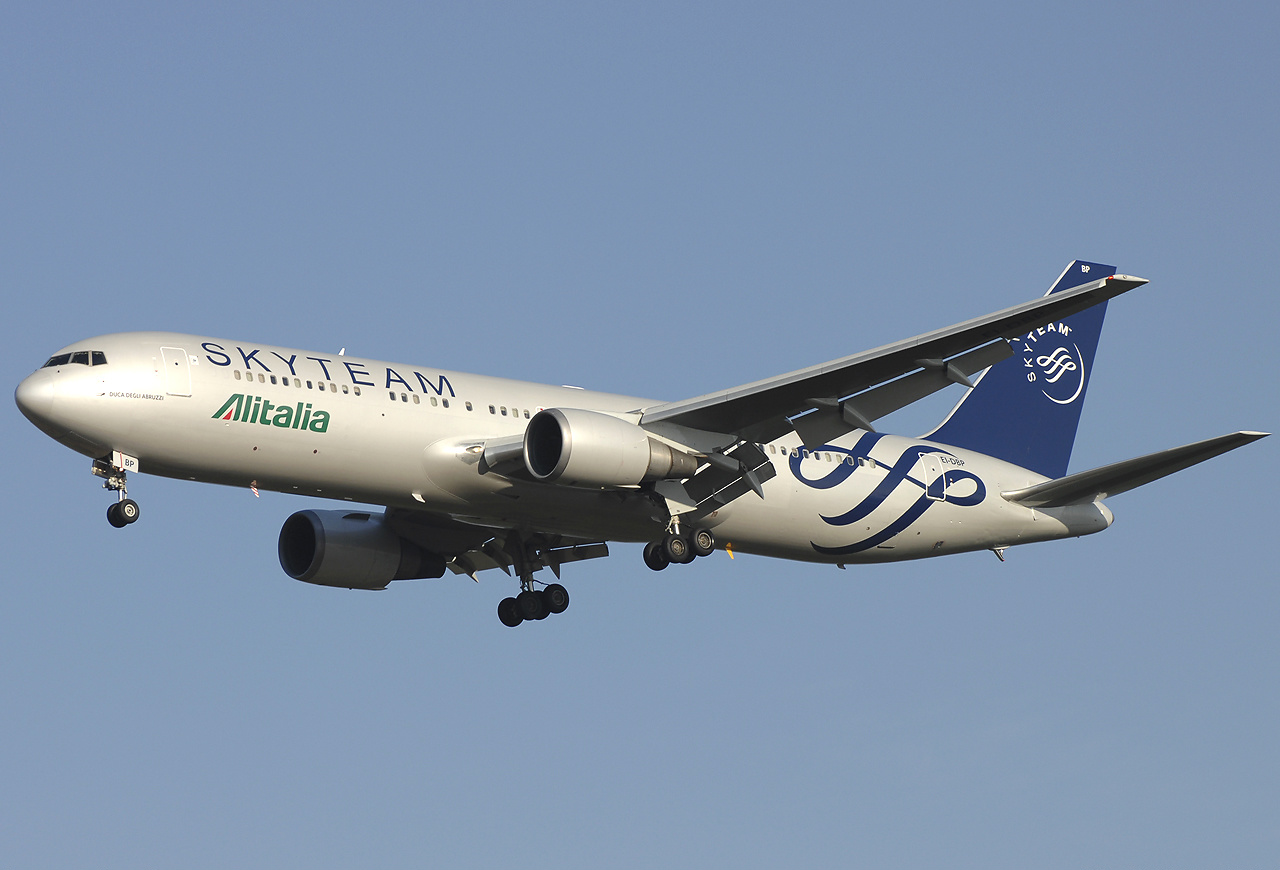
Un Boeing 767-300ER d'Alitalia amb el disseny especial de SkyTeam, a l'aeroport de Fiumicino l'any 2009.

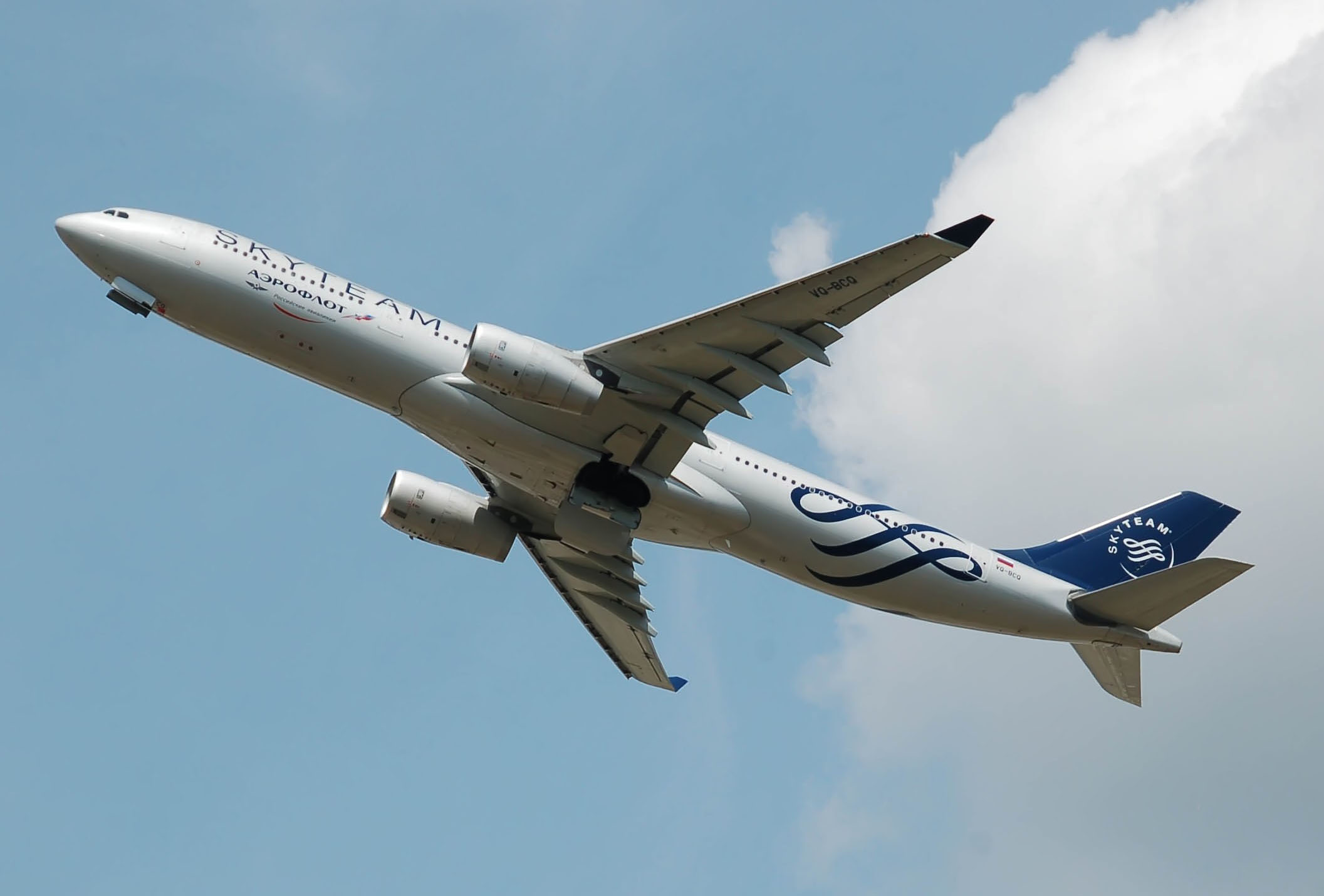
Un Airbus A330 d'Aeroflot sortint de laeroport de Londres Heathrow (2014).

SkyTeam és una aliança de línies aèries. És la segona unió d'aerolínies, fundada per quatre de les companyies més grans del món (Aeroméxico, Air France-KLM, Delta Airlines i Korean Air), que més destinacions i vols serveix al voltant del món. El seu objectiu és competir amb les aliances Oneworld i Star Alliance.
Ofereix destinacions a pràcticament qualsevol part del món a través de múltiples hubs de connexions amb tots els seus socis. A l'any 2012, s'ha consolidat com l'aliança de major importància en el mercat de la Xina Continental i Taiwan gràcies a la incorporació de les principals aerolínies d'aquest país China Airlines, China Eastern i China Southern.
Des de l'organització centralitzada d'Amsterdam, l'equip d'administració principal de SkyTeam es concentra en els negocis de l'aliança per millorar els beneficis existents i desenvolupar nous beneficis per als passatgers. L'aliança està composta per 19 membres, gràcies a les incorporacions l'any 2012 de Aerolíneas Argentinas, amb forta presència a Sud-amèrica, Arabian Airlines, amb base al Pròxim Orient, i Xiamen Airlines, que lidera al mercat xinès; però, continua els seus processos d'expansió buscant socis en àrees claus de desenvolupament en la indústria, especialment a les regions del Brasil i l'Índia.
A Novembre 2018 SkyTeam vola a més de 1.000 destinacions a més de 170 països i opera més de 17.000 vols diaris. L'aliança i els seus membres disposen de 750 salons aeroportuaris a tot el món.

## Aliança Transatlàntica
SkyTeam opera la xarxa de vols entre Amèrica del Nord i Europa més gran del món, gràcies a les seves aerolínies associades, que són Delta Airlines, KLM, Air France i Alitalia. Juntes, aquestes aerolínies ofereixen 250 vols intercontinentals diaris entre les principals destinacions a banda i banda de l'Oceà Atlàntic. Cal esmentar que es duen a terme negociacions per a l'annexió a aquesta aliança amb Aeroméxico, TAROM i Czech Airlines.

## Història

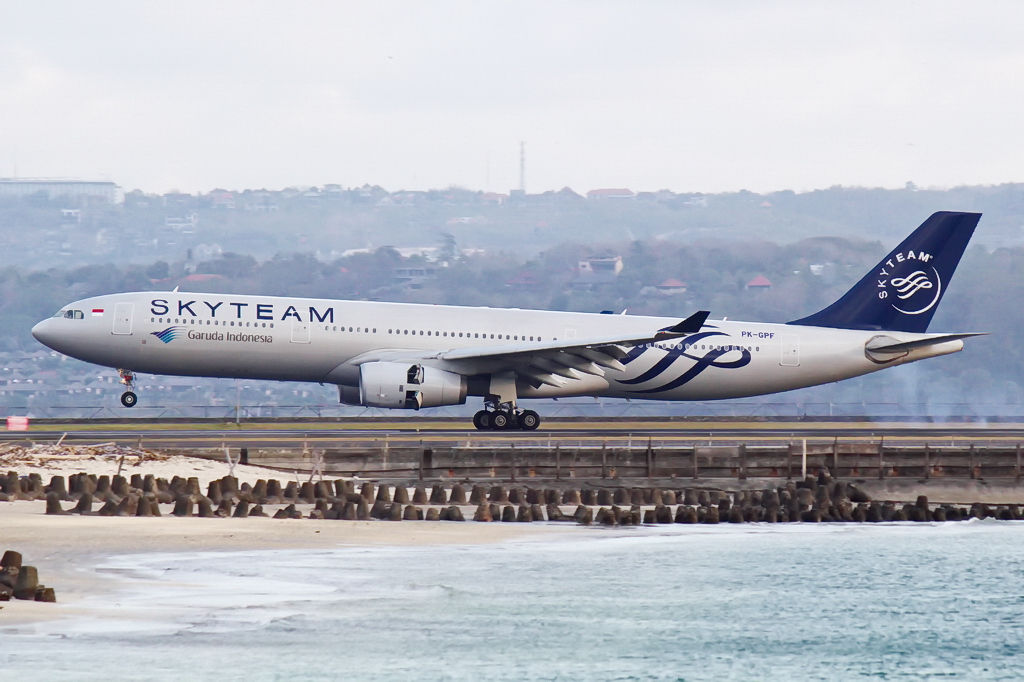
Un Airbus A330-300 de Garuda Indonèsia amb un disseny especial de SkyTeam, el 2014.

Els principals fundadors van ser Aeroméxico, Air France, Delta i Korean Air.
L'octubre de l'any 2000 SkyTeam va anunciar la seva intenció d'afegir a CSA Czech Airlines a l'aliança ampliant el nombre de socis a cinc, i afegint 21 destinacions i 14 països, fent efectiva la unió al març de 2001.
El 27 de juliol del 2001 Alitalia-Linee AEREE Italiane es va sumar a l'aliança, adherint 21 noves destinacions i 6 països.
El 30 de setembre del 2003 el consell de SkyTeam va rebre la sol·licitud de KLM de sumar-se a la unió, després de la decisió d'Air France i KLM de formar un grup d'intercanvi entre les dues aerolínies.
El 29 de gener del 2004 SkyTeam va rebre la sol·licitud d'Aeroflot per unir-se a l'aliança.
El 4 de maig de 2004, SkyTeam va anunciar que KLM, Continental i Northwest Airlines s'unirien a l'aliança al setembre del mateix any.
El 28 d'agost del 2004, China Southern Airlines, la companyia aèria més gran de la República Popular de la Xina, va signar un acord preliminar a Guangzhou en la seva aposta per convertir-se en membre de ple dret.
El 13 de setembre del 2004 es van unir KLM, Continental i Northwest Arlines, portant a l'aliança a tenir 9 socis i 14,320 vols diaris a 658 destinacions en més de 130 països.
El 9 de juny del 2005 SkyTeam va anunciar els detalls del programa associat el qual es convertiria en el primer pas per a altres aerolínies que volguessin adherir-se a aquesta aliança, les aerolínies seleccionades van ser Air Europa, Copa Airlines, Kenya Airways i Tarom.
Després el 16 de gener del 2006 SkyTeam va donar a conèixer la cinquena aerolínia del programa associat, Middle East Airlines.
L'1 de setembre de l2007 Skyteam s'engrandeix amb la incorporació de tres aerolínies més associades: Air Europa, Copa Airlines i Kenya Airways.
El 15 de novembre del 2007 Skyteam adjunta al seu més recent membre China Southern Airlines. Amb aquesta integració són 11 aerolínies amb caràcter de membre i 3 associades, d'aquesta manera l'aliança serveix a un aproximat de 428 milions de persones anualment, 16,400 vols diaris, cobrint 841 destinacions a 162 països.
El 12 de gener del 2009, Alitalia-Linee AEREE Italiane fa fallida i abandona SkyTeam.
El 13 de gener de 2009, Alitalia-Compagnia Aerea Italiana entra a SkyTeam substituint a Alitalia. Air One abandona Star Alliance per unir-se a SkyTeam com a filial de la nova Alitalia-CAI.
El 28 d'agost del 2009, Skyteam anuncia la incorporació d'una aerolínia com associada: Aràbia International Airlines. Aquesta s'unira al consorci al gener del 2011.
El 21 de setembre del 2010, Aerolíneas Argentinas anuncia el seu ingrés a l'aliança SkyTeam.. Aquest té lloc el 2012.
L'any 2010, l'any del seu desè aniversari, es realitza l'annexió de nous socis a l'Aliança, com Vietnam Airlines i TAROM, expandint les rutes de l'aliança pel Sud-est Asiàtic i Europa.
China Eastern Airlines i China Airlines es van incorporar el 2011, consolidant el lideratge de l'aliança a la regió de la Gran Xina.
L'1 de setembre de 2024, SAS (Scandinavian Airlines System) es va incorporar, proporcionant a la xarxa un millor accés als principals hubs escandinaus. Aquest acord es produeix després de l'ingrés del grup Air France-KLM al capital accionari de SAS.

## Membres

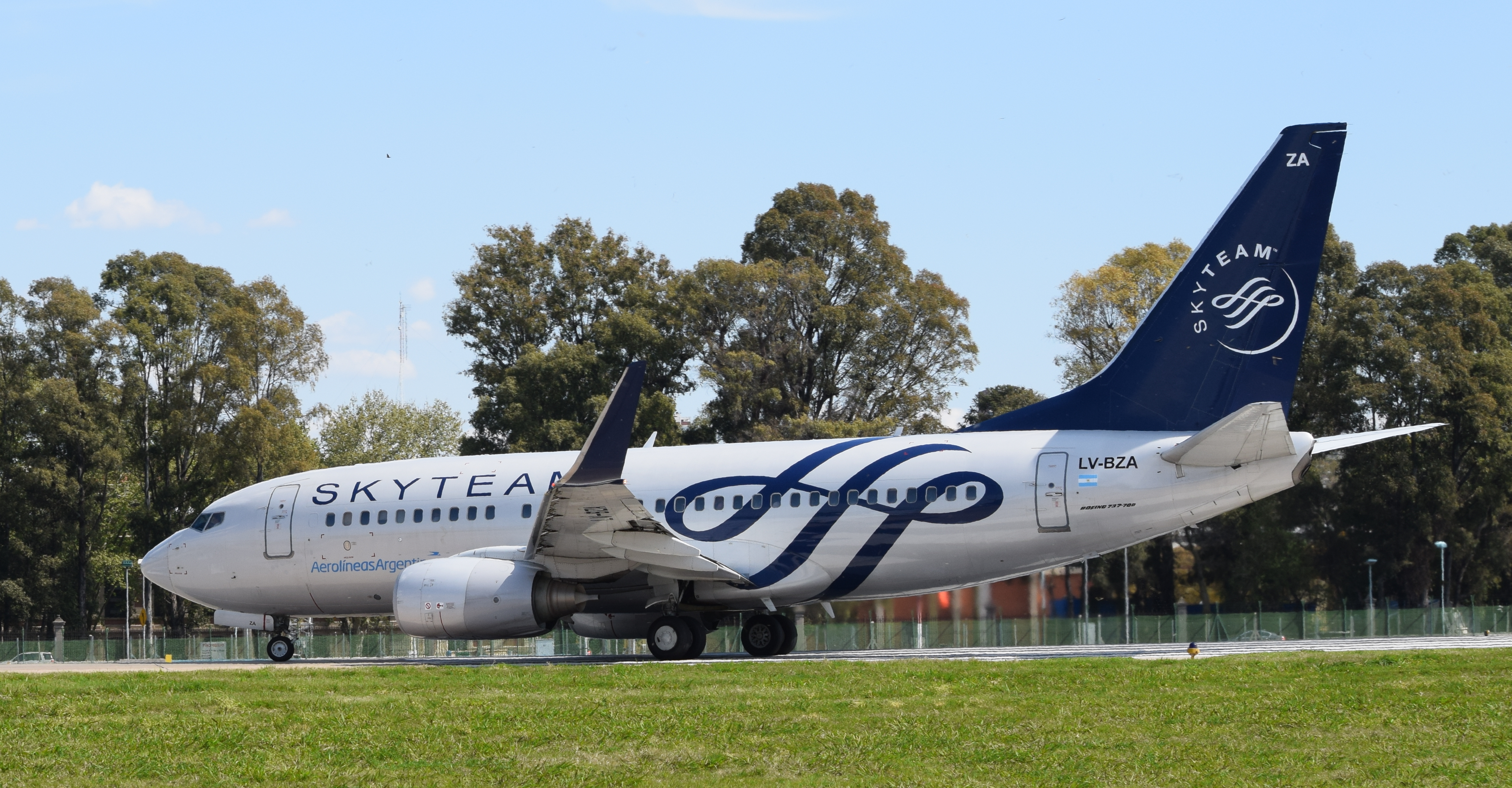
Un Boeing 737-700 d'Aerolíneas Argentinas operant per SkyTeam.

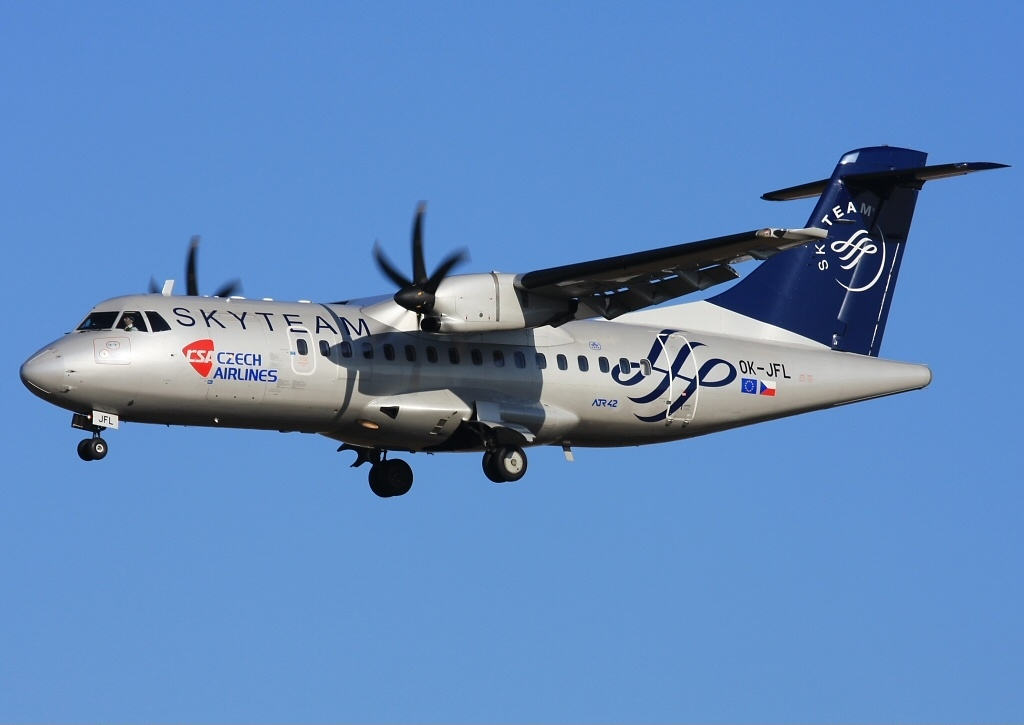
Un ATR 42-500 de Czech Airlines amb la decoració de SkyTeam a l'any 2009.

| Aerolínia              | Any d'ingrés | Afiliades                        | Filials que no són membre |         |         |
| Amèrica                | Amèrica      | Amèrica                          | Amèrica                   | Amèrica | Amèrica |
| ---------------------- | ------------ | -------------------------------- | ------------------------- | ------- | ------- |
| Aerolíneas Argentinas  | 2012         | Austral Línies Aèries            |                           |         |         |
| Aeroméxico             | 2000         | Aeroméxico Connect               |                           |         |         |
| Delta Airlines         | 2000         | Delta Connection · Delta Shuttle |                           |         |         |
| Europa                 |              |                                  |                           |         |         |
| Aeroflot               | 2006         |                                  |                           |         |         |
| Air Europa             | 2007         | Air Europa Express               |                           |         |         |
| Air France             | 2000         | Air France Hop · Joon            |                           |         |         |
| ITA Airways            | 2021         |                                  |                           |         |         |
| CSA Czech Airlines     | 2001         |                                  |                           |         |         |
| KLM                    | 2004         | KLM Cityhopper                   | Transavia.com             |         |         |
| TAROM                  | 2010         |                                  |                           |         |         |
| Àsia                   |              |                                  |                           |         |         |
| China Airlines         | 2011         | Mandarin Airlines                |                           |         |         |
| China Eastern Airlines | 2011         | Xangai Airlines                  | China United Airlines     |         |         |
| Garuda Indonèsia       | 2014         |                                  | Citilink                  |         |         |
| Korean Air             | 2000         |                                  | Jin Air                   |         |         |
| Middle East Airlines   | 2012         |                                  |                           |         |         |
| Saudi Arabian Airlines | 2012         |                                  |                           |         |         |
| Vietnam Airlines       | 2010         |                                  |                           |         |         |
| Xiamen Airlines        | 2012         |                                  |                           |         |         |
| Àfrica                 |              |                                  |                           |         |         |
| Kenya Airways          | 2007         |                                  |                           |         |         |

### Antics membres
| Aerolinia                     | Any d'ingrés | Any d'abandonament | Filials                                                                 |
| ----------------------------- | ------------ | ------------------ | ----------------------------------------------------------------------- |
| China Southern Airlines       | 2007         | 2018               |                                                                         |
| Alitalia-Linee Aeree Italiane | 2001         | 2009               | Alitalia Express · Volare Airlines                                      |
| Continental Airlines          | 2004         | 2009               | Continental Connection · Continental Express · Continental Micronesia · |
| Northwest Airlines            | 2004         | 2009               | Northwest Airlink                                                       |

1. ↑  Es va retirar de l'aliança per canvis en les seves estratègies comercials.
2. ↑  Va fer fallida l'any 2009 como a aerolínia estatal deixant lloc a 'la nova Alitalia' essent privada i des de aquest mateix any pertany també a SkyTeam.
3. ↑  Va deixar l'aliança per la intenció d'unificar-se amb United Airlines, aerolínia membre de Star Alliance
4. ↑  Forma part de Delta Airlines i fa els seus vols compartint codi amb aquesta.

## SkyTeam Cargo
SkyTeam Cargo és la divisió de càrrega de SkyTeam. A Juny 2013, l'aliança de càrrega estava formada per onze membres de l'aliança de passatgers: Aeroflot Cargo, Aeroméxico Cargo, Air France Cargo, ITA Airways Cargo, China Airlines Cargo, China Cargo Airlines, Czech Airlines Cargo, Delta Cargo, KLM Cargo i Korean Air Cargo. Aerolíneas Argentinas Cargo, la divisió de càrrega d'Aerolíneas Argentinas, es va unir a l'aliança a Novembre 2013.